# Буклевське
Буклевське — пасажирський зупинний пункт Сумського напрямку. Розташований між платформами Газове та Ріпки. Пункт розташований поблизу села Вертіївка Богодухівського району. На пункті зупиняються лише приміські потяги. Пункт відноситься до Сумської дирекції Південної залізниці.
Відстань до станції Харків-Пасажирський — 45 км .